# Ghosts (film fra 1915)
 For alternative betydninger, se Ghosts. (Se også artikler, som begynder med Ghosts)
Ghosts er en amerikansk stumfilm fra 1915 baseret på Henrik Ibsens skuespil Gengangere fra 1881. Filmen er produceret af D.W. Griffith og instrueret af George Nichols. Erich von Stroheim var involveret i produktionen som teknisk rådgiver og konstumedesigner. Filmen havde også titlen The Wreck.
En kopi af filmen er opbevaret i Library of Congress' samling og ved George Eastman Museum og UCLA Film & Television Archive 

## Medvirkende
- Henry B. Walthall – Arling / Oswald
- Al W. Filson – Lægen
- Thomas Jefferson – Ægtemanden
- Juanita Archer – Johanna
- Mary Alden – Helen